# اندیس رودخانه کم سفید ۲
رودخانه کم سفید ۲ یک اندیس فلزی است که در حوالی شهر دورکان استان کرمان قرار دارد و مادهٔ معدنی موجود در آن، مس است.سنگ میزبان این اندیس ولکانیک است و دیرینگی آن به دوران کرتاسه می‌رسد. در این اندیس، پاراژنز‌های کوارتز ، هماتیت، گوتیت ، لیمونیت یافت می‌شوند.